# Движение Июнь
Движение «Июнь» — бывшая политическая партия в Дании. Создана в августе 1992 году как евроскептическая партия. Приняла своё название после провалившегося в Дании референдума по Маастрихстрому договору в июне 1992 года. В 2009 году после поражения на выборах в Европарламент движение прекратило существование.
Движение признавало датскую фракцию в Европарламенте, и до 2009 года имело в нём одного депутата во фракции «Свобода и демократия» (в 1999—2004 года — трёх депутатов). Однако оно выступало против углубления европейской интеграции и, в целом, считало, что Евросоюз должен заниматься только такими межгосударственными делами, как окружающая среда и торговая политика.

## История
Движение «Июнь» было учреждено на конференции в Кристианборге 23 августа 1992 года. Основу нового движения составили инициатива «Дания-92» («Danmark 92») и активисты, вышедшие из Народного движения против ЕС. Лидерами движения «Июнь» стали Друде Далеруп и Нильс Майер из «Дании-92» и Йенс-Петер Бонд из Народного движения. В конце 1992 года трое из четырёх представителей Народного движения в Европарламенте — Йенс-Петер Бонд, Биргит Бьорнвиг и Улла Сандбег — решили представлять Движение «Июнь» в оставшийся избирательный срок.
Кроме членов «Дании-92» и бывших членов Народного движения, в Движении «Июнь» состоит множество активистов, ранее не участвовавших в политической деятельности или не примыкавших к каким-либо политическим партиям. Кроме этого, в Движении участвует несколько молодых политиков и активистов из уже несуществующей молодёжной организации «Unge Mod Unionen», включая бывшего кандидата в Европарламент и членов руководства.
Движение призывало голосовать против Евросоюза на референдумах 1993, 1998 и 2000 годов. Также Движение выступало против Европейской конституции, считая её недемократичной и открывавшей путь к ещё большей централизации управления.
Между 1999 и 2004 годами Движение имело три из шести датских мест в Европарламенте. Однако на выборах 2004 года Движение получило меньшую поддержку и сохранило только одного депутата в Европарламенте — Йенс-Петера Бонда. После поражения на выборах в Европарламент распущено 5 сентября 2009 года.

## Организация
Движение не позиционировало себя как левое или правое. Многие его основатели занимали левоцентристскую позицию, однако в Европарламенте их сила вошла во фракцию «Свобода и демократия», которая включает в себя Партию независимости Великобритании и Георгиоса Карацафериса (лидер популистской партии Народный православный призыв). В 2005 году несколько известных членов Движения вышли из него в знак протеста против этого альянса с национал-консервативными силами.
Взаимодействовало со шведским евроскептическим движением «Июньский список», имевшим три места в Европейском парламенте.